# Photinia loriformis
Photinia loriformis är en rosväxtart som beskrevs av William Wright Smith. Photinia loriformis ingår i släktet Photinia och familjen rosväxter. Inga underarter finns listade i Catalogue of Life.